# Jørgen Henry August Tegner
Jørgen Henry August Tegner (født 25. november 1843, Helsingør, død 1911) var grosserer og direktør i Københavns Handelsbank fra 1897 til 1905. Han var søn af Ludvig Ferdinand Tegner og Marie Frederikke Elisabeth May, og Rudolph Tegners far.